# Sagaminopteron psychedelicum
Sagaminopteron psychedelicum is een slakkensoort uit de familie van de Gastropteridae. De wetenschappelijke naam van de soort is voor het eerst geldig gepubliceerd in 1974 door Carlson & Hoff.